# Siège de Badajoz (1658)
Pour les articles homonymes, voir Siège de Badajoz.
Guerre de Restauration (Portugal)
Le siège de Badajoz de juillet à octobre 1658 a lieu pendant la Guerre de Restauration Portugaise. Il s'agit d'une tentative de l'armée portugaise, sous le commandement de Joanne Mendes de Vasconcelos, de capture de la ville de Badajoz, qui est le quartier général de l'armée espagnole d'Estrémadure. Ses fortifications sont essentiellement médiévales et considérées comme vulnérables par les Portugais, qui ont déjà été attaqués à plusieurs reprises au cours de cette guerre.
Le siège dure quatre mois, pendant lesquels un tiers des troupes portugaises meurent (principalement à cause de la Peste) ou désertent.
Profitant de cet échec, Luis de Haro envahit le Portugal et assiège Elvas, où se réfugie le reste de l'armée portugaise défaite à Badajoz et souffrant de la Peste. Cependant, les espagnols sont repoussés à leur tour par une armée de secours portugaise qui leur inflige une lourde défaite lors de la bataille des Lignes d'Elvas le 14 janvier 1659.

## Contexte
Après la mort de Jean IV de Portugal en 1656, diverses offensives espagnoles sont lancées contre le territoire portugais, principalement depuis l'Estrémadure, mais aussi depuis la Galice, où un deuxième front est ouvert pour forcer les Portugais à diviser leurs forces. L'armée espagnole d'Estrémadure, récemment renforcée par de nombreux vétérans de la guerre contre la France, est commandée par Francisco de Tuttavilla, duc de San German, qui nomme Gaspar Téllez -Girón y Sandoval, duc d'Osuna, comme général d'artillerie et son commandant en second. En 1657, ils assiègent la ville portugaise d'Olivença avec 8 000 soldats et 29 canons et occupent la ville, malgré une tentative désespérée du comte de San Lorenzo, gouverneur militaire de l'Alentejo, pour les déloger en lançant lui-même une attaque surprise sur la ville espagnole de Badajoz. Mourão tombe aux mains des Espagnols peu de temps après. San Lorenzo est alors démis de ses fonctions et remplacé par Dom Joanne Mendes de Vasconcelos, qui réussit facilement à reprendre Mourão et Olivença dans les mois suivants, puisque leurs garnisons espagnoles sont considérablement réduites du fait du déplacement de troupes pour affronter les armées françaises en Catalogne.

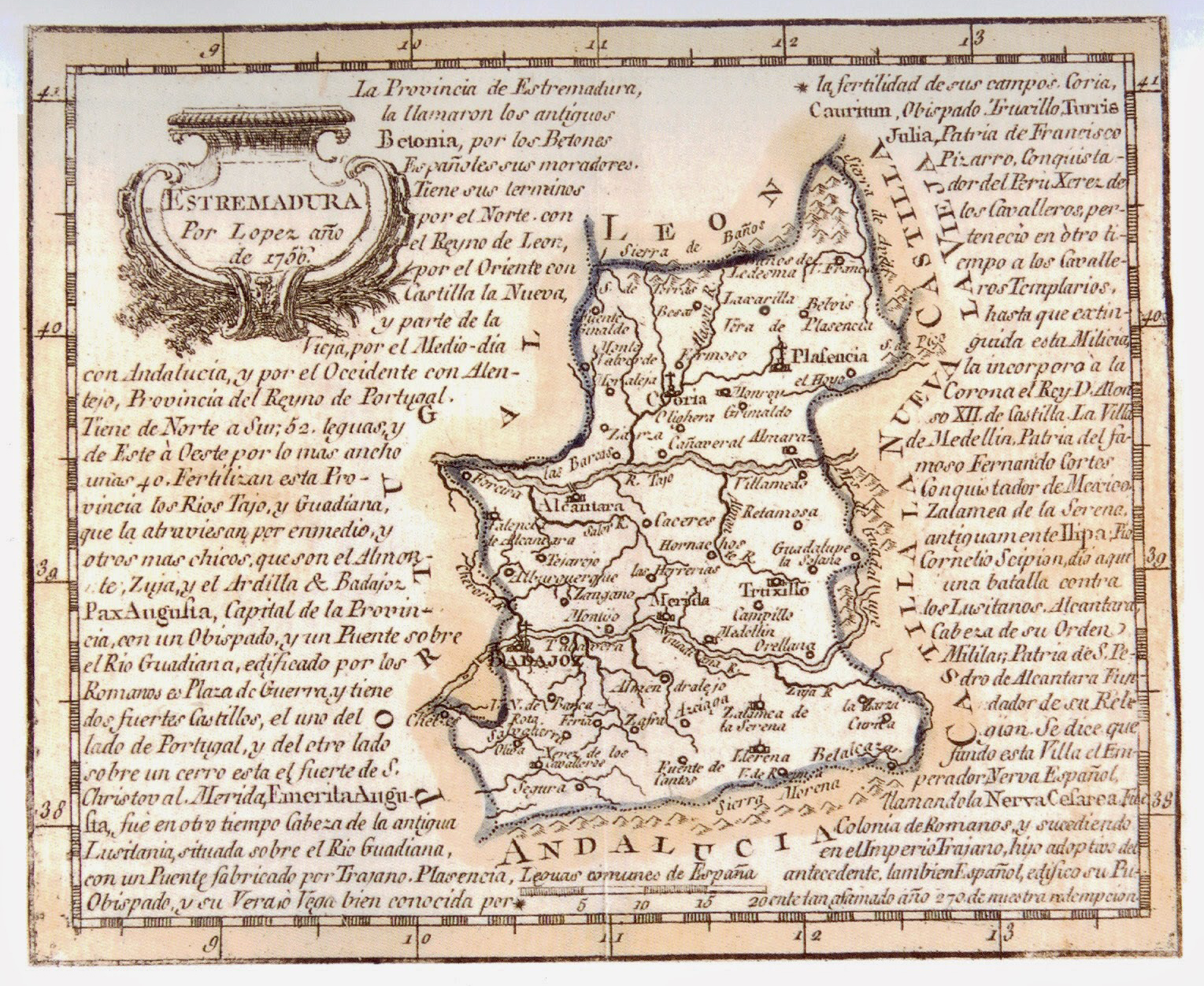
Carte de l'Estrémadure par Thomas Lopez

Mendes de Vasconcelos, encouragé par ses succès, promet à la reine régente portugaise Louise-Françoise de Guzmán de s'emparer de la ville de Badajoz, la plus importante forteresse espagnole près de la Frontière portugaise. Le Comte de Sabugal suggére qu'une offensive au nord, pour conquérir la ville galicienne de Tui, serait plus facile, en raison du climat doux de la côte, et que ce serait également stratégiquement plus bénéfique car cela sécuriserait la province de Entre Douro e Minho. Mais la reine et ses ministres préférèrent le plan de Mendes de Vasconcelos. Il reçoit le commandement d'une armée composée de 14 000 fantassins et 3 000 cavaliers avec un train de 20 canons et 2 mortiers, rassemblés dans la forteresse principale d'Elvas. Le commandant en second de Mendes de Vasconcelos est le récemment nommé Maestro de Campo, le général Dom Rodrigo de Castro, un ami du comte de Soure, ennemi de Vasconcelos à la cour, ce qui est une cause de frictions entre eux.

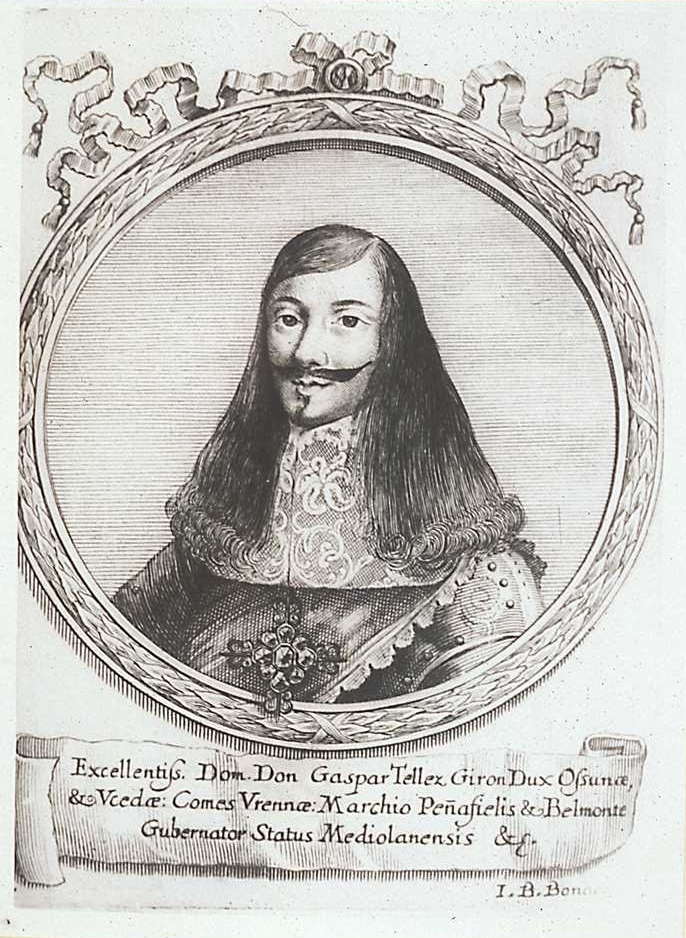
Gravure de Gaspar Téllez-Girón, 5e duc d'Osuna par Giovanni Battista Bonacina

La ville fortifiée espagnole de Badajoz est alors occupée par 4 000 fantassins et 2 000 cavaliers. Le gouverneur militaire de la forteresse est le marquis de Lanzarote, Diego Paniagua y Zúñiga, mais le commandement de l'armée appartient au duc de San German, qui s'est retiré à Badajoz après la perte d'Olivenza, qu'il a brièvement tenté de reprendre. L'infanterie est dirigée par Don Diego Caballero de Illescas, les tercios par Don Rodrigo de Múgica y Butrón, la cavalerie par le duc d'Osuna et l'artillerie par Don Gaspar de la Cueva. Les défenses de la ville consistent essentiellement en un ancien bâtiment mauresque Alcazaba et une muraille médiévale datant de la période d'Al-Andalus, renforcée depuis le déclenchement de la guerre en 1640 par divers remparts et ravelins nouvellement construits.

## Siège

### Manœuvres préliminaires
L'armée portugaise quitte sa forteresse d'Elvas le 12 juillet et arrive à l'extérieur de Badajoz le lendemain. Une compagnie de cuirassiers sous les ordres de Dom Luiz de Menezes et quelques troupes de cavalerie commandées par Dom André de Albuquerque sont confrontées près d'un pont sur le fleuve Guadiana par un groupe de cavalerie espagnole dirigée par le duc d'Osuna. Les deux unités se retirent après s'être infligé de lourdes pertes dans un combat sanglant, les Espagnols cherchant protection derrière les murs de la ville. Mendes de Vasconcelos arrive peu après avec la principale armée portugaise, avec son artillerie et un grand nombre de ravitaillements apportés d'Elvas. Voyant la force de l'armée portugaise, le duc de San German envoi en toute hâte un message appelant à l'aide le roi Philippe IV.

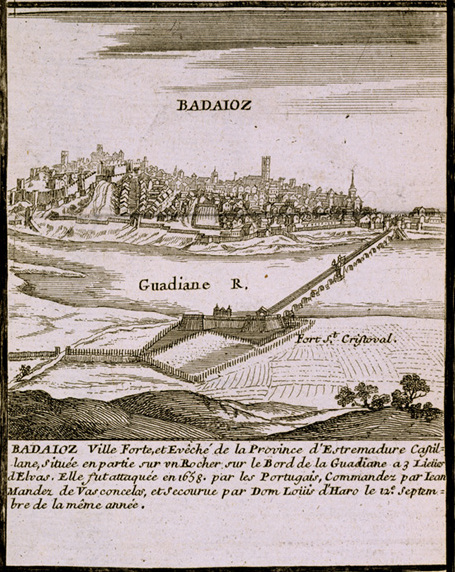
Vue du Fort San Cristóbal dans une gravure de G. Baillieu tirée de l'Atlas François contenant une carte faisant référence au siège de Badajoz de 1658

Malgré le danger de longue date d'une attaque portugaise, la situation des forces espagnoles à Badajoz est épouvantable. La garnison souffre d'un manque de munitions et de fournitures, les soldats sont vêtus de haillons ou sont pratiquement nus, et il n'y a aucun parmi la population civile de la ville entraîné au maniement des armes. Le duc de San German met des soldats et des civils au travail sur les fortifications et au stockage de la nourriture. Les sapeurs portugais, quant à eux, préparent le terrain pour un assaut sur la forteresse. Mendes de Vasconcelos a décidé, en conseil de guerre avec de nombreux autres officiers supérieurs, d'attaquer le Fort San Cristóbal, un point clé des défenses de Badajoz. Ce fort, construit après 1640, couvre une tête de pont sur le fleuve Guadiana, gardant ainsi l'accès à la ville. Une redoute est rapidement renforcée sur la tête de pont par les sapeurs espagnols, qui, protégés par le duc d'Osuna et sa cavalerie, élargissent également les tranchées qui la relient au fort San Cristóbal, dont la garnison se renforce chaque jour le long d'une route de communication fortement défendue.
L'assaut portugais est minutieusement préparé. Le plan prévoit que six escadrons portugais commandés par Dom João da Silva bloquent l'entrée du pont, isolant ainsi la redoute du fort San Crisóbal. Le fort sera à son tour attaqué par Alfonso Futrado et Simon Correa da Silva. Le Maestre de Campo Dom Diogo Gomes est chargé de couper les lignes de communication le long du fleuve Guadiana et Pedro Almado de distraire plusieurs forts mineurs à proximité. Certains régiments de cavalerie sont déployés dans l'attente d'une féroce résistance espagnole.
L’assaut se solde toutefois par un échec coûteux. Après vingt-deux jours d'action prolongée, au cours desquels les défenseurs, menés par le marquis de Lanzarote, anéantissent pratiquement le régiment d'Almado à coups de tirs de mousqueterie et de bombes incendiaires, Mendes de Vasconcelos ordonne le retrait.

### Tentative d'encerclement

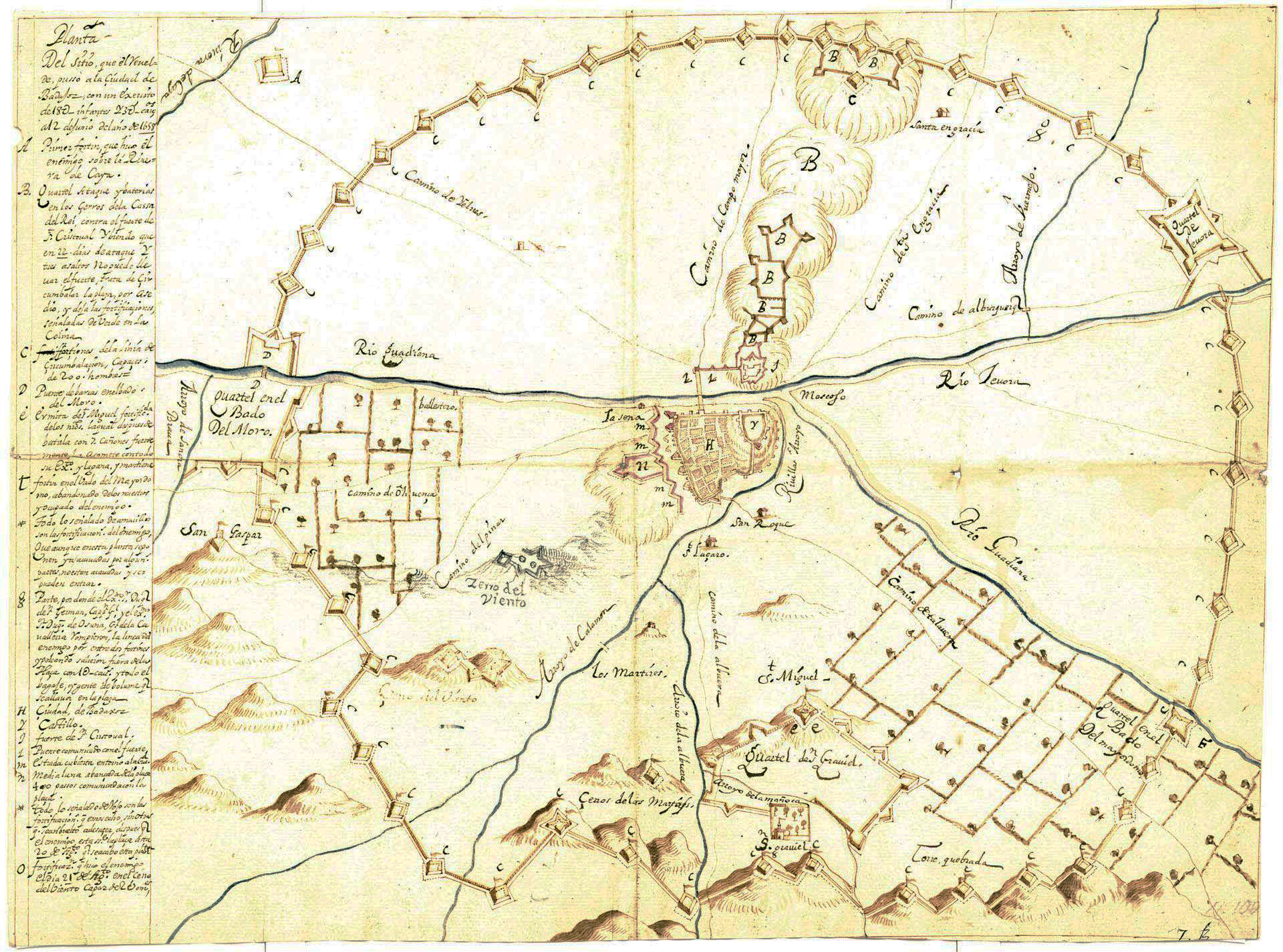
Les fortifications espagnoles et les lignes de circonvallation portugaises selon une carte espagnole contemporaine

Le général portugais, convaincu de l'impossibilité de prendre Badajoz d'assaut, change de stratégie et entreprend une circonvallation de la ville, pour tenter de l'isoler complètement. Les Espagnols, quant à eux, renforcent leurs propres fortifications défensives avec d'importants travaux, principalement des ravelins construits entre les tours médiévales. Divers forts éloignés sont également renforcés dans le but de faire obstacle aux Portugais et les obligent à construire une ligne de circonvallation plus grande. L'un de ces forts est San Miguel, un fort étoilé capable d'accueillir 600 fantassins, construit autour d'un ermitage. Il a cinq remparts en terre et un parapet à l'épreuve de l'artillerie.
Les sapeurs portugais construisent un pont flottant sur le fleuve Guadiana qui unit deux quartiers portugais à Vado del Moro et permet aux troupes de Mendes de Vasconcelos de traverser le fleuve. Après avoir renforcé Santa Engracia, au nord de San Critsóbal, et fortifié un pont sur la rivière Gévora, ils construisent, sans être inquiétés, un arc de circonvallation de Gévora à Vado del Moro. Le Fort del Mayordomo, situé près du fleuve Guadiana, est abandonné par sa garnison espagnole peu après sa construction. Les Portugais l'utilisent pour couvrir la construction de la ligne de circonvallation vers le Guadiana. Ils tentent également d'occuper le Cerro del Viento, une colline proche de Vado del Moro, mais sont repoussés par la garnison espagnole qui s'y trouve et doivent construire la ligne de circonvallation derrière elle. Compte tenu de l'importance stratégique du Cerro del Viento, la colline voisine du Cerro de las Mayas est désignée pour une fortification en étoile improvisée par le général italien Ventura de Tarragona, mais elle n'est pas construite, laissant le Fort de San Miguel vulnérable.
Mendes de Vasconcelos ordonne à Dom André de Albuquerque, Dom Rodrigo de Castro et au Comte de Misquitella d'occuper le Couvent de San Gabriel. Toute la cavalerie portugaise et cinq terços sont envoyés dans ce but. Ils traversent le Cerro de las Mayas, non défendu, et envahissent facilement le couvent, dont la petite garnison espagnole se rend aussitôt. Les sapeurs portugais commencent alors à construire un fort devant une ancienne tour de guet connue sous le nom de Torre quebrada, située entre le couvent et le Fort de San Miguel. L'occupation espagnole du fort de San Miguel empêchant l'achèvement de la ligne de circonvallation, sa capture est donc une priorité pour Vasconcellos. Albuquerque et le comte de Misquitellos, aidés par les ingénieurs Nicolao de Lanres, Pedro de S. Coloma et Luiz Serrão Pimentel, planifient un assaut sur la fortification.
Le 20 juin, après un bombardement inefficace d'une batterie de 6 canons mise en place pour tenter de percer les parapets, les tercios portugais et la cavalerie, cette dernière couverte par des rangs de mousquetaires, reçoivent l'ordre d'attaquer. L'avancée est rendue difficile par la présence de clôtures de vignobles sur le terrain. De plus, 5 bataillons portugais en tête de l'attaque sont surpris par la cavalerie espagnole du duc d'Osuna et de son général, Don Juan de Pacheco, suivis du duc de San German qui, avec divers tercios espagnols, sont sortis de Badajoz pour tenter de contrer l'assaut portugais. Le Maestre de Campo de Tercio de la Armada, dont le frère l'officier irlandais William Dongan est le commandant du fort de San Miguel, réussit à atteindre le fort. Albuquerque, quant à lui, ordonne à Dom Luiz de Menezes de renforcer ses bataillons d'avant-garde. La cavalerie portugaise est également envoyée en action. Le General Teniente Diniz de Mello de Castro est blessé et capturé, mais une contre-attaque espagnole est repoussée et le fort de San Miguel se rend finalement.

### Escarmouche et bombardement

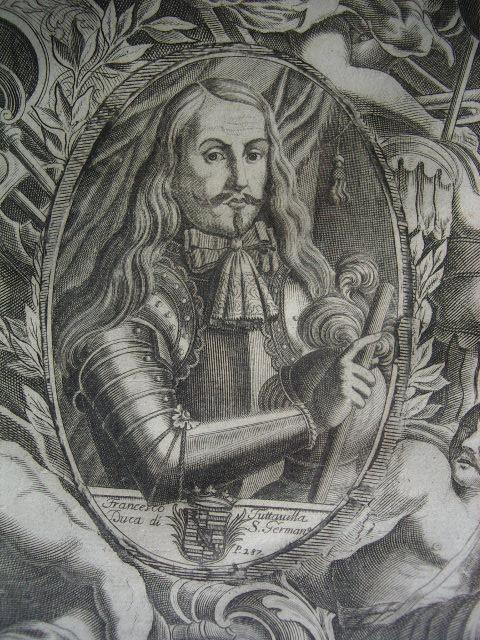
Francisco de Tutavilla y del Rufo, duc de San German – auteur inconnu

La prise du fort San Miguel permet aux sapeurs portugais d'achever les travaux de circonvallation, qui consistent en une ligne continue de petits forts, chacun capable d'héberger jusqu'à 200 soldats, et aussi 25 mousquetaires. Les Espagnols continuent également de renforcer leurs défenses. La partie sud-ouest du mur est fortifiée à Pedraleras, et un ravelin est érigé à 400 mètres devant la Porte de Santa Maria. Aucune action significative n'a lieu durant cette période, à l'exception d'une embuscade près de San Gabriel d'André de Albuquerque, contre un convoi de ravitaillement espagnol envoyé de La Albuera, et diverses sorties de la garnison de Badajoz pour tenter d'obstruer les ouvrages portugais. Une attaque nocturne du duc espagnol d'Osuna contre une section portugaise coûte à Mendes de Vasconcelos 200 fantassins et 40 chevaux.
Le 6 août, cependant, Osuna et San German abandonnent la ville et, avec 1 200 cavaliers, brisent les lignes de circonvallation près du quartier de Santa Engracia, entre deux redoutes portugaises, atteignant Alburquerque peu de temps après. San German est remplacé au commandement de Badajoz par Rodrigo de Múgica y Butrón, son Maestre de Campo General. Les Espagnols concentrent leurs efforts sur la défense d'un grand ravelin à Pradaleras, garni de 2 000 fantassins et 1 000 cavaliers, contre les tirs d'artillerie portugaise provenant de Cerro del Viento et de San Miguel. À la fin août, la nouvelle de la formation d'une armée de secours sous les ordres du favori de Philippe IV d'Espagne, Luis de Haro, parvient au camp portugais, augmentant la pression sur Mendes de Vasconcelos pour qu'il mette un terme à son siège. Malheureusement, les dégâts causés par le bombardement des positions espagnoles sont mineurs alors que la chaleur et la maladie déciment l'armée portugaise.

### Lever de siège
Le duc de Medina de las Torres a suggéré que Philippe IV lui-même dirige les renforts pour Badajoz en compagnie de tous les grands d'Espagne. Luis de Haro, le favori de Philippe IV, craint cependant que la reine Marie-Anne d'Autriche se voit confier le gouvernement du pays pendant l'absence du roi et, bien qu'il n'a aucune expérience militaire, se propose pour diriger l'armée de secours. Sa force comprend jusqu'à 12 000 fantassins et 4 500 cavaliers, ou peut-être 8 000 fantassins et 1 000 cavaliers. Haro n'atteint Badajoz qu'à la mi-octobre, mais son apparition contraint Mendes de Vasconcelos à abandonner le siège. Les bâtiments du Cerro del Viento sont incendiés et le pont sur la rivière Gévora est détruit. L'armée portugaise se retire sans encombre vers Elvas après avoir perdu 6 200 hommes au total, soit tués au combat, soit morts de maladie.

## Conséquences
Lorsque l'armée de secours espagnole arrive, Luis de Haro entre à Badajoz, où il est acclamé par certains comme « Libérateur de la ville et restaurateur de la monarchie ». Au Portugal, la reine Louise-Françoise de Guzmán emprisonne Mendes de Vasconcelos pour son échec à capturer Badajoz. Un nouveau revers pour les Portugais arrive de la frontière nord, alors qu'une armée espagnole commandée par le gouverneur de Galice, Rodrigo Pimentel, marquis de Viana, entre sur le territoire portugais début septembre, battant une armée portugaise dirigée par João Rodrigues de Vasconcelos e Sousa, 2e comte de Castelo Melhor à la Bataille de Vilanova. Les forces espagnoles capturent au cours des mois suivants Lapela, Monção, Salvatierra de Miño et d'autres bastions portugais. De Haro, quant à lui, décide d'attaquer seul le Portugal et, contre l'avis du duc de San German, s'avance vers la forteresse portugaise d'Elvas.
Elvas est atteinte par l'armée espagnole le 22 octobre et est assiégée. Bien que les fortifications ne puissent assurer la sécurité contre un assaut à grande échelle soutenu par des canons lourds, elles permettent aux défenseurs de résister à une attaque considérable pendant suffisamment de temps pour permettre aux Portugais de mobiliser une armée de secours à Estremoz, d'abord sous André de Albuquerque et plus tard sous António Luís de Meneses, comte de Cantanhede. Le 17 janvier, vers 8 heures du matin, les Portugais attaquent les Espagnols dans leurs tranchées. La bataille est indécise au début, car le duc de San Germán et d'autres généraux espagnols font tout leur possible pour rassembler leurs troupes et récupérer le terrain perdu, mais après un certain temps, les forces portugaises de Cantanhede réussissent à briser les lignes et les Espagnols se replient sur Badajoz avec de lourdes pertes: de l'armée initiale de 17 500 hommes, seuls 5 000 fantassins plus 1 300 cavaliers réussissent à atteindre Badajoz, et toute l'artillerie ainsi que 5 000 hommes, 15 000 armes à feu, bagages et correspondance, sont capturés. L'armée portugaise assiège de nouveau Badajoz peu de temps après, bouclant ainsi la boucle des événements dans la région, mais échoue une fois de plus à prendre la ville. À ce moment-là, la signature du Traité des Pyrénées met fin à la Guerre franco-espagnole et la récupération du Portugal devient l'objectif principal du roi Philippe IV.